# Alexandru Munteanu (al lui Vasile)
Alexandru Munteanu (al lui Vasile) (n. 1871, Lipova – d. 28 august 1929, Oradea) a fost un protopop, personalitate marcantă în societatea Transilvaniei interbelice. Alături de soția sa, Elena Munteanu, a făcut parte din cei 60 de delegați bihoreni aleși să participe la Marea Adunare Națională de la Alba Iulia de la 1 decembrie 1918.

## Activitate
Născut în Lipova, Alexandru Munteanu a urmat studiile liceale la Brad și Beiuș, iar cursurile teologice le-a absolvit în Caransebeș. În 1897 a fost hirotonit preot, slujind în comuna Bogâltin, din Episcopia Caransebeșului. Între 1898–1899 a urmat studiile la Facultatea Teologică din București, ascultând în paralel și cursurile de la Facultatea de Litere. Tot în acest timp ocupa și un post de funcționar la Ministerul de Culte. În 1900 părintele Munteanu este repartizat preot în comuna Cherechiu, Episcopia de Oradea, unde păstorește până în 1906, când trece în calitate de protopop la Tileagd. În 1925 Episcopia Caransebeșului îi încredințează conducerea protopopiatului Biserica Albă, post ce-l ocupă până la moartea sa.
A fost căsătorit cu Elena (n. Călniceanu) având doi copii, Alexandrina și Tiberiu.

### Activitate politică
A fost memorandist.

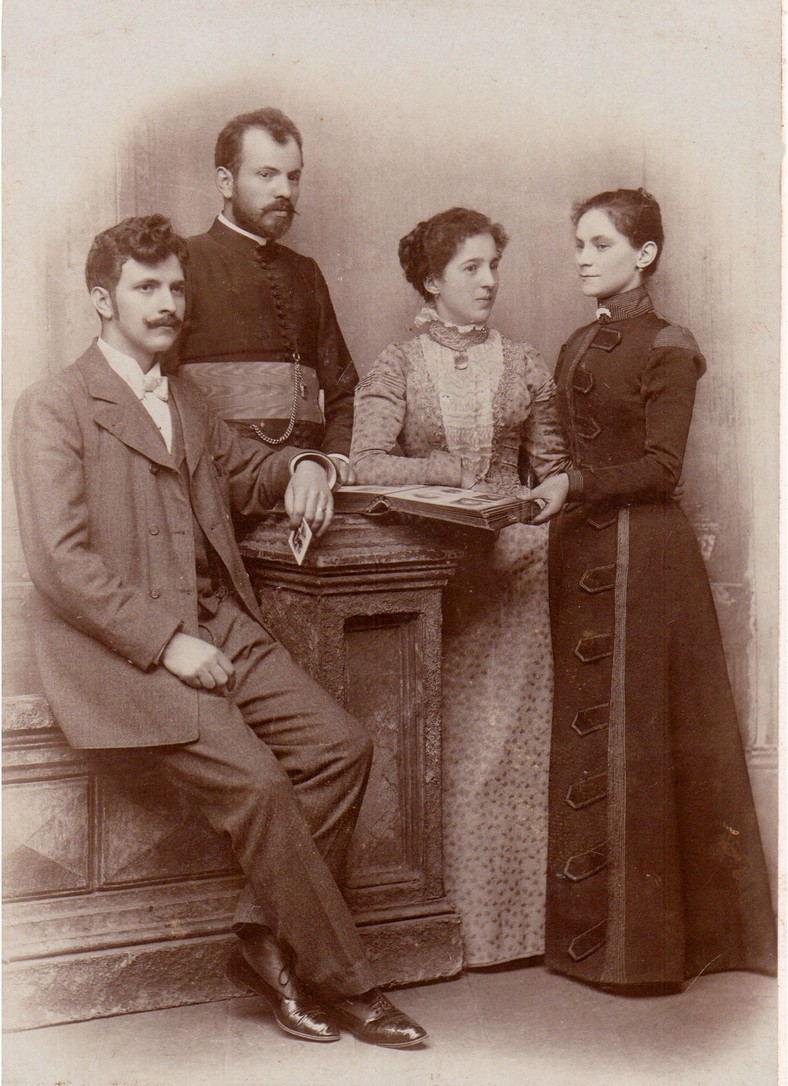
Iosif Velceanu, Alexandru Munteanu, Elena Munteanu și Aurelia Velceanu la 1900

A făcut parte din Partidul Național, din partea căruia în 1907 a fost ales membru congregațional la Borodul mare, în pofida faptului că a fost împiedicat să vorbească, fiind îndepărtat de gărzile puterii între baionete.
Împreună cu soția sa au fost delegați la Marea Adunare Națională de la Alba Iulia, el din partea protopopiatului Peșteș, iar ea din partea Reuniunii femeilor din Beiuș și jur.
După 1919 a fost ales senator.

### Activitate culturală
Alexandru Munteanu a fost un om de cultură, educator, teolog, poet și filosof, un militant pentru drepturile românilor de a se afirma prin educație, limbă și literatură în Austro-Ungaria în perioada 1900–1918. A fost prieten cu profesorul și compozitorul Iosif Velceanu, a susținut și încurajat învățământul artistic muzical precum și deosebitele concerte ale ansamblurilor corale din Banat aflate sub conducerea acestuia și a lui Ion Vidu.
În 1911 a ținut cuvântări la Peștiș și la Tinca în care a analizat rolul preotului în viața socială a obștii.
În 1913 a scris lucrarea Dosofteius metropolita 1671-1686 : tanulmány a román irodalomtörténet köréből (română Mitropolitul Dosoftei 1671-1686: Studii din istoria literară română).
Apreciat de personalități de seamă, înalți prelați ai României interbelice ca Roman Ciorogariu, Vasile Mangra, Gheorghe Ciuhandu, Alexandru Munteanu a încercat să îmbine bunul simț și credința cu omenia și înțelegerea de semeni; a înțeles că în acei ani tulburi tânăra generație trebuie ajutată să facă distincția între tradiție și prezent, între rațiune și ideal. În numeroasele sale articole, sau conferințe nu a pregetat să-și îndemne cititorii sau auditoriul spre cauza nobilă a rezistenței prin cultură.

## Decorații
Pentru activitatea sa a fost decorat cu:
- Ordinul național „Steaua României”, Ofițer,[1]
- Ordinul „Coroana României”, Comandor,[1]
- Ordinul „Bene Merenti”, cl. I.,[1]
- Medalia „Răsplata Muncii pentru biserică”.[1]